# Gérard II de Holstein-Plön
Gérard II de Holstein-Plön, surnommé l'Aveugle (en allemand : der Blinde), né en 1254 et mort le 28 octobre 1312, fut un comte de Holstein-Plön de 1290 à 1312.

## Biographie
Gérard ou Gerhard II est le second fils de Gérard Ier Holstein-Itzehoe et d'Élisabeth de Mecklembourg. À la mort de son père, son comté est partagé entre ses fils survivants. Gérard II reçoit Plön; son frère cadet Adolphe VI de Holstein-Schauenbourg Pinneberg et le comté de Schauenbourg et Henri le Holstein-Rendsburg.

## Sceau
Sur son sceau, on peut lire « S(IGILLUM)*GERARDI*COMITIS*HOLTSACIE*ET*IN*SCHOWENBURCH », c'est-à-dire Sceau du comte Gerhard de Hostein et Schauenburg

## Union et postérité
Gérard II épouse le 12 décembre 1275 la princesse suédoise Ingeborg, une fille du roi Valdemar Ier de Suède qui lui donne quatre enfants :
- Catherine (née vers 1276 - avant 1300)
- Gérard IV, comte de Holstein-Plön
- Valdemar (né vers 1279 - 29 juillet 1306), comte de Holstein-Schauenburg, mort après la seconde bataille d'Uetersen
- Elisabeth (née vers 1282 - morte 20 juillet, 1318/1319), épouse le 1er avril 1296 Otto Ier de Poméranie

En 1293 Gérard épouse en secondes noces Agnès de Brandebourg, la veuve du roi Éric V de Danemark qui lui donne un fils :
- Jean III, comte de Holstein à Kiel de 1312 à sa mort.

## Sources
- (en) Cet article est partiellement ou en totalité issu de l’article de Wikipédia en anglais intitulé « Gerhard II, Count of Holstein-Plon » (voir la liste des auteurs).